# Bułgarka
Bułgarka – opowiadanie Iwana Wazowa, wydane pierwotnie na łamach czasopisma Byłgarska sbirka w listopadzie 1899 r. pod tytułem Czełopeszkata gora i zamieszczone następnie, już pod nowym tytułem, w tomie opowiadań Pystyr swjat (1902).

## Treść
Akcja utworu rozgrywa się 20 maja 1876 r., tego samego dnia, którego - jak informuje narrator w pierwszym zdaniu opowiadania - został zabity Christo Botew. Grupę kobiet, czekających na przeprawę przez Iskyr rozpędzają Turcy. Jedna z kobiet, niosąca na rękach dwuletnie dziecko, prosi Hadżi Hasana, tureckiego żandarma, by pozwolił jej przeprawić się na drugą stronę, ponieważ śpieszy do klasztoru, by odprawić modły za zdrowie chłopca. Po drodze spotyka ukrywającego się w lesie powstańca, któremu obiecuje pomoc. W klasztorze prosi mnicha o zmówienie modlitwy nad chorym dzieckiem oraz o bochenek chleba na drogę, dla powstańca. Prócz jedzenia kobieta zabiera z klasztoru ukradkiem również mnisze szaty, które następnie przekazuje powstańcowi, przyrzekając, że wieczorem, gdy się ściemni zabierze go do domu, nakarmi i ogrzeje. Chłopak widząc nadciągający oddział turecki strzela do jego dowódcy, zabija go, po czym popełnia samobójstwo.

## Przekłady na język polski
Opowiadanie było tłumaczone na język polski trzykrotnie i ukazało się w kilku różnych wydaniach. Pierwszą jego tłumaczką na język polski była Józefa Anc, a opowiadanie ukazało się w tomie Wybór opowiadań, wydanym w Warszawie w 1904 r. Drugi raz opowiadanie zostało przełożone na język polski przez Antoniego Brosza i opublikowane w 1950 r. w tomie, poświęconym setnej rocznicy urodzin Iwana Wazowa. Opowiadanie to tłumaczyła również 
Halina Kalita a jej tłumaczenie zostało opublikowane w tomie Wybór opowiadań, wydanym nakładem wydawnictwa Czytelnik w 1951 r. Przekład ten był następnie przedrukowywany i znalazł się również w wydanej w 1955 r. Antologii noweli bułgarskiej XIX i XX w., przygotowanej przez Bronisława Ćirlicia, w antologii Miłosierdzie Marsa opracowanej przez Hannę Karpińską, Warszawa 1978 oraz w antologii opowiadań bułgarskich pt. Biała jaskółka w wyborze Krystyny Migalskiej i Wojciecha Gałązki, Katowice 1982.